# La Grumaji
La Grumaji (monument al naturii), este o arie protejată de interes național ce corespunde categoriei a III-a IUCN (rezervație naturală de tip mixt), situată în sudul Transilvaniei, pe teritoriul județului Sibiu..

## Localizare
Aria naturală se află în extremitatea sud-vestică a județului Sibiu (la limita de graniță cu județul Alba), în versantul drept al râului Sebeș (la 200 m. amonte de Masa Jidovului), pe teritoriul administrativ al comunei Jina, în apropierea drumului județean DN67C - Transalpina.

## Descriere
Zona La Grumaji reprezintă un grup de stânci proeminente constituite din șisturi cristaline șiînconjurate de vegetație forestieră alcătuită din păduri de fag (Fagus sylvatica), în asociere cu specii de pin (Pinus L.). Rezervația prezintă un deosebit interes geologic, floristic și peisagistic.
Rezervația naturală (inclusă în situl de importanță comunitară - Frumoasa) a fost declarată arie protejată prin Legea Nr.5 din 6 martie 2000, publicată în Monitorul Oficial al României, Nr.152 din 12 aprilie 2000, privind aprobarea Planului de amenajare a teritoriului național - Secțiunea a III-a - zone protejate și are o suprafață de 2 ha..